# Edward L. Beach

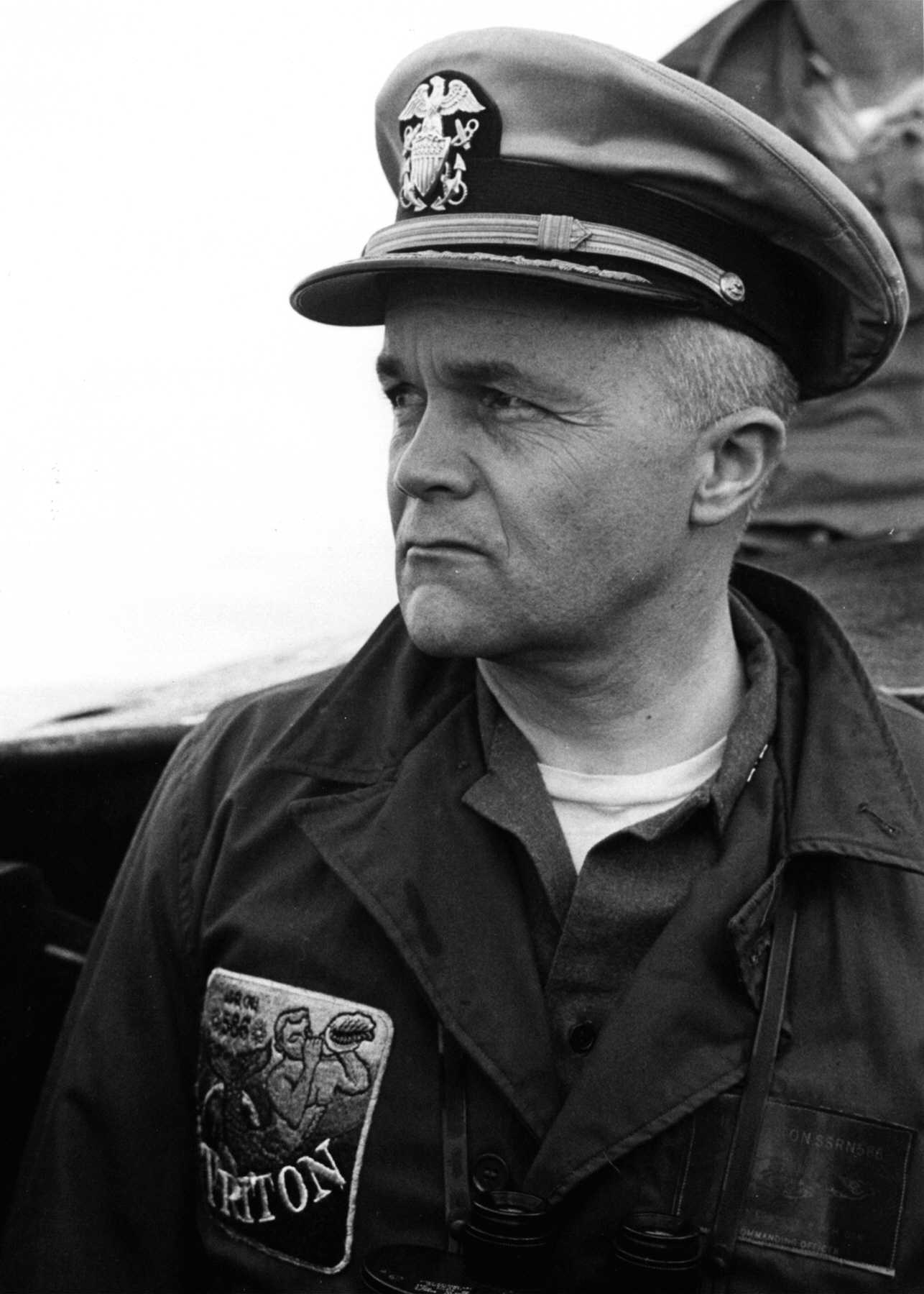
Edward L. Beach, Jr. (1960)

Edward Latimer Beach, Jr. (* 20. April 1918 in New York City; † 1. Dezember 2002 in Washington, D.C.) war ein Marine-Offizier der United States Navy und Schriftsteller.
Im Zweiten Weltkrieg nahm er an der Schlacht um Midway teil. Er erhielt zehn Auszeichnungen, darunter das Navy Cross. 1960 war er Kommandant der USS Triton bei deren erster Unterwassererdumrundung. Sein Roman-Bestseller „Run Silent, Run Deep“ wurde 1958 verfilmt.

## Leben
Der Sohn des gleichnamigen Marineoffiziers und Autors Edward L. Beach, Sr. und dessen Frau Alice Fouché Beach wurde in New York City geboren und wuchs in Palo Alto, Kalifornien, auf. 1935 kam er an die United States Naval Academy und war im ersten Jahr Regimentskommandant. 1939 schloss er als Zweitbester von 576 Teilnehmern ab. Er tat Dienst auf dem Schweren Kreuzer Chester, bevor er auf den Zerstörer Lea kam, der vor Island und im Nordatlantik Dienst tat.
Im September 1941 kam Beach an die New London Submarine Base in Connecticut. Seine Ausbildung dort war im Dezember 1941 abgeschlossen. Beach war auf den U-Booten Trigger und Tirante, und er wurde gegen Ende des Kriegs im Pazifik Kommandant der Piper. Er nahm an der Schlacht um Midway und in verschiedenen Dienstgraden an zwölf Kampfeinsätzen teil. Er erhielt insgesamt zehn Auszeichnungen, darunter das Navy Cross.
Im Dezember 1945 wurde Beach Berater von Vizeadmiral Louis E. Denfeld. 1948 wurde er Kommandant der USS Amberjack (SS-522). Im März 1951 wurde er als Kommandant der sich noch im Bau befindlichen USS Trigger (SS-564) eingesetzt, die er bis 1953 führte. Von 1953 bis 1957 war Beach Marineberater des US-Präsidenten  Dwight D. Eisenhower, zu seinen Aufgaben gehörte die mögliche Evakuierung des Präsidenten im Notfall, das Management von Camp David und das Kommando über die Präsidentenyacht Williamsburg. Am 1. Oktober 1956 wurde Beach zum Kapitän befördert. Er verließ das Weiße Haus im Januar 1957 und übernahm das Kommando auf der USS Salamonie (AO-26). Im Januar 1958 kam er auf das erste von zwei Atomreaktoren getriebene U-Boot der US Navy, die Triton.
Nachdem Beach im November 1959 zum Kommandanten der USS Triton aufgestiegen war, umrundete er im Jahr 1960 mit diesem Atom-U-Boot die Erde in 84 Tagen ohne aufzutauchen. Für diese Erdumrundung wurde Beach von Präsident Eisenhower der Orden Legion of Merit verliehen, außerdem erhielt er die Magellanic Premium. Die Reise war außerdem Gegenstand seines 1962 erschienenen Buches „Around the World Submerged: The Voyage of the Triton“. Nach seiner Zeit auf der Triton kommandierte Beach noch kurzzeitig die achte U-Boot-Flotte, erwarb einen Master of Arts in Internationalen Beziehungen an der George Washington University. Nach 27 Dienstjahren trat Beach 1966 in den Ruhestand.

## Werk
Beach folgte den Fußspuren seines gleichnamigen Vaters, Edward L. Beach, Sr., der ebenfalls Marineoffizier und Schriftsteller gewesen war. Sein erstes Buch war „Submarine!“ (1952), eine Sammlung von Kriegserlebnissen als U-Boot-Fahrer. Sein erster Roman „Run Silent, Run Deep“ (1955) hatte ebenfalls U-Boot-Erlebnisse zum Inhalt und wurde sein größter Erfolg. Das Buch wurde mit Clark Gable und Burt Lancaster 1958 verfilmt (dt. Titel des Films: U 23 – Tödliche Tiefen). Insgesamt veröffentlichte Beach 13 Bücher, darunter auch zwei Fortsetzungen zu „Run Silent, Run Deep“, nämlich „Dust on the Sea“ (1972) und „Cold is the Sea“ (1978). Er schrieb außerdem mehrere Bücher zur Marinegeschichte.
- Run Silent, Run Deep.
  - Tödliche Tiefen: Roman des U-Bootkrieges im Pazifik, Günther, Stuttgart 1956.
  - Tödliche Tiefen. Ullstein Verlag 2001.